# Керкид
Керкид (Cercidas, Kerkidas) е старогръцки поет, философ-киник, политик и законодател, изиграл важна рола в политиката на своя град. Той е ученик на Диоген Синопски, когото възпява в „Мелиямби“ (Meliamboi). Откъс от това произведение е запазен от старогръцкия прозаик и доксограф Диоген Лаерций.

## Биография
Керкид е роден през 290 г. пр.н.е. в град Мегалополис. Той е наследник на Керкид от Аркадия, който е споменат от Демостен сред онези гърци, допуснали заради своето малодушие и корупция, поробването на своите държави от Филип II Македонски.
През втората половина на ІІІ век пр.н.е. Керкид участва активно в политическите събития в Пелопонес. Той е близък приятел на Арат от Сикион, древногръцки пълководец и държавник, оглавявал Ахейския съюз. През 226 г. пр.н.е. е изпратен на преговори с македонския цар Антигон II Гонат, за да получи помощ за съюза срещу нападенията на спартанския цар Клеомен III. През 222 година пр.н.е., начело на отряд от 1000 свои съграждани, Керкид участва в решителната битка при Селасия. Някои автори свързват името му с падането на тиранията в родния му град и възстановяване на законността в него.
От творчеството на Керкид като поет са запазени само някои фрагменти. Най-известната му творба е „Мелиямби“. Това е сборник от поеми, лирични по форма и сатирични по съдържание. Запазените части показват, че върху автора са оказали влияние някои киници – атинският комедиограф Кратет от Атина, философите Менип от Гадара и Бион от Бористен. Части от това произведение са цитирани от старогръцкия прозаик Атеней и Йоан Стобей.
През 1906 година в Египет между папирусите намерени в Оксиринх (Oxyrhynchus papyrus) е открит свитък със 7 откъса от „Мелиямби на киника Керкид“. Стиховете са с очевидно кинически настроения, които в някои случаи имат особена значимост за текущите политически събития и показват сериозното участие на Керкид в политиката през онова време.
Керкид умира през 220 г. пр.н.е., като преди смъртта си пожелава да бъде погребан заедно с първа и втора книга от поемата на Омир „Илиада“. Елиан разказва, че преди смъртта си, Керкид успокоява близките си, изразявайки надеждата, че на другия свят ще срещне Питагор от философите, Хекатей от Абдера от историците, Олимпус от музикантите и Омир от поетите.